# Ignatius Josef III Younan
Ignatius Josef III Yonan (eller Younan, syriska: ܐܓܢܛܝܘܣ ܝܘܣܦ ܬܠܝܬܝܐ ܝܘܢܢ), född 15 november 1944) är patriark i Syrisk-katolska kyrkan sedan 20 januari 2009.
Han prästvigdes den 12 september 1971.